# Electric Telegraph Company

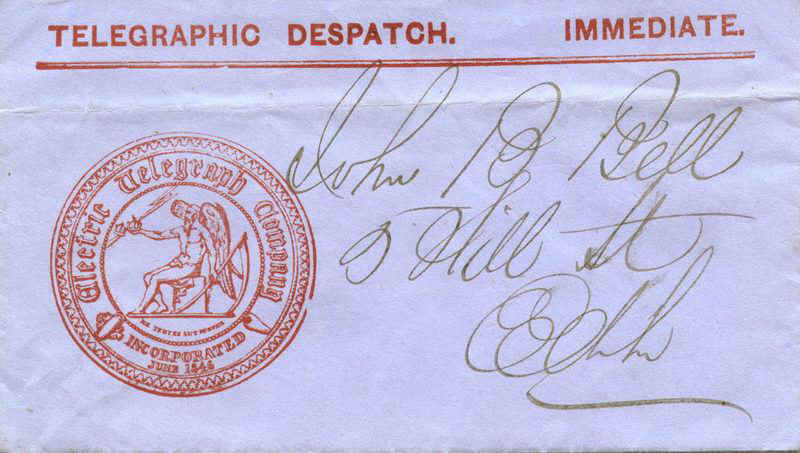
Parte de un documento con el sello de la empresa

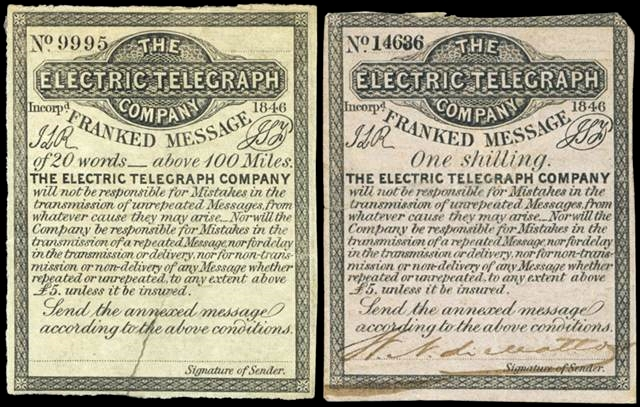
1854 sellos de la Electric Telegraph Company

La Electric Telegraph Company (ETC) fue una empresa británica de telégrafos fundada en 1846 por William Fothergill Cooke y John Ricardo. Fue la primera empresa pública de telégrafos del mundo. El equipo utilizado era el telégrafo de Cooke y Wheatstone, un telégrafo eléctrico desarrollado unos años antes en colaboración con Charles Wheatstone. El sistema había sido adoptado por varias compañías ferroviarias con fines de señalización, pero al crear la empresa Cooke pretendía abrir la tecnología al público en general.
La ETC tenía el monopolio de la telegrafía eléctrica hasta la creación de la Magnetic Telegraph Company (llamada comúnmente Magnetic), que utilizaba un sistema diferente que no infringía las patentes de la ETC. La Magnetic se convirtió en la principal rival de la ETC y las dos dominaron el mercado incluso después de que otras empresas entraran en el sector.
La ETC estaba muy implicada en el tendido de cables telegráficos submarinos, incluidas las líneas a los Países Bajos, Irlanda, las Islas del Canal y la Isla de Man. Operaba el primer buque especializado en el tendido de cables del mundo, el Monarch. Se tendió una línea privada para la reina Victoria en la isla de Wight. La empresa fue nacionalizada en 1870 junto con otras compañías telegráficas británicas, y sus activos pasaron a manos de la Oficina General de Correos.

## Formación

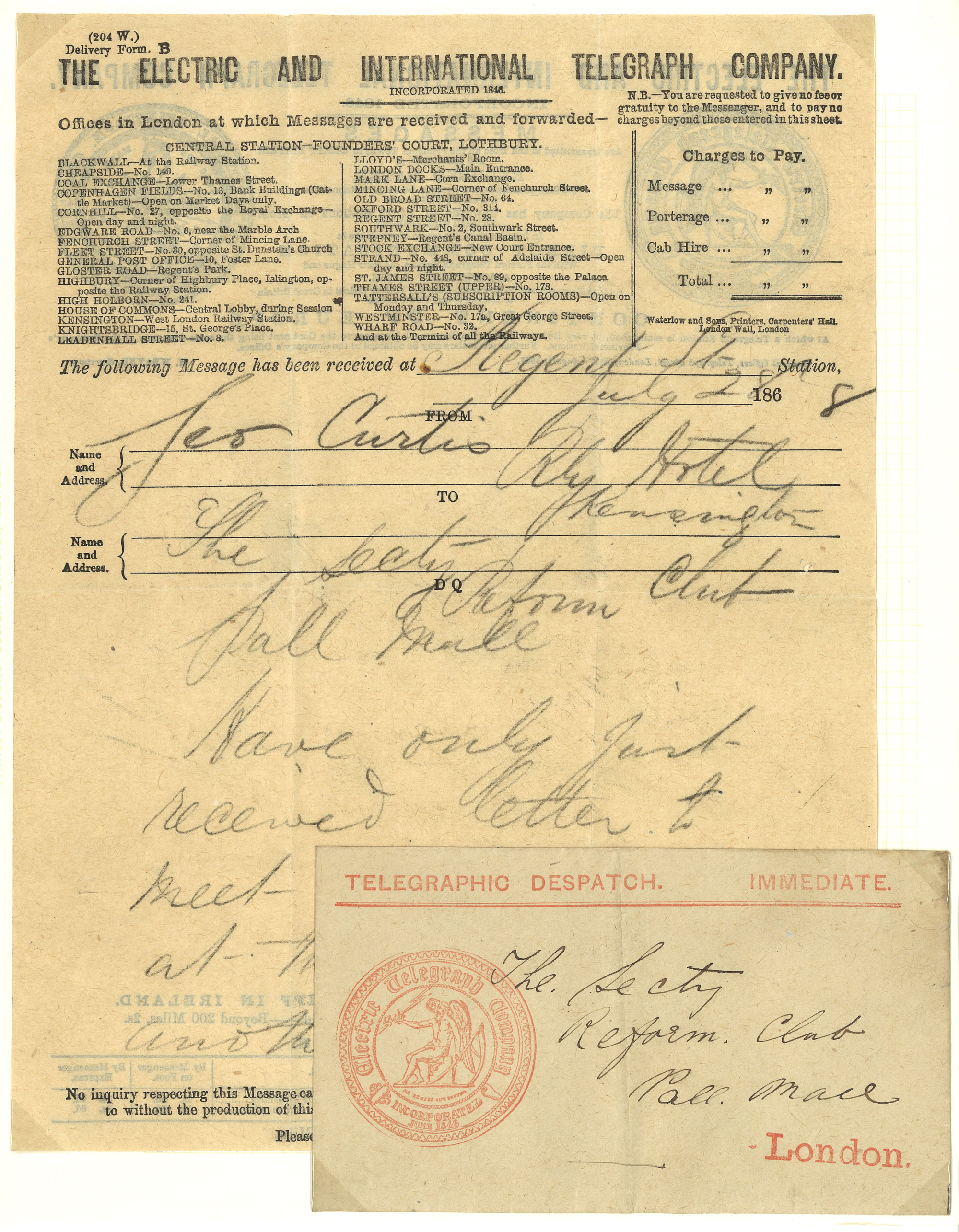
Telegrama y sobre de la Electric & International Telegraph Company, 28 de julio de 1868

La Electric Telegraph Company fue la primera compañía telegráfica pública del mundo, fundada en el Reino Unido en 1846 por Sir William Fothergill Cooke y John Lewis Ricardo, diputado por Stoke-on-Trent, con Cromwell F. Varley como ingeniero jefe. Su sede estaba en Founders Court, Lothbury, detrás del Banco de Inglaterra. Fue la primera compañía creada con el propósito específico de proporcionar un servicio telegráfico al público. Además de Cooke y Ricardo, los accionistas originales eran el ingeniero ferroviario George Parker Bidder, con la mayor participación, Benjamin Hawes, Thomas Boulton y otros tres miembros de la familia Ricardo: Samson, Albert y Frederick.
Hasta entonces, las líneas telegráficas se habían tendido principalmente en colaboración con las compañías ferroviarias, y Cooke había sido una figura destacada a la hora de convencerlas de sus ventajas. Sin embargo, todos estos sistemas eran para uso exclusivo de la compañía ferroviaria en cuestión, sobre todo con fines de señalización, hasta 1843, cuando Cooke extendió el telégrafo de la Great Western Railway hasta Slough a sus expensas, momento en el que adquirió el derecho de abrirlo al público. La telegrafía ferroviaria siguió siendo una parte importante del negocio de la compañía, con un gasto máximo en ferrocarriles en 1847-48. Este enfoque en los ferrocarriles se reflejó en que los directores y principales accionistas estaban dominados por personas relacionadas con la construcción de ferrocarriles. Otros ferroviarios que se habían involucrado en 1849 eran Samuel Morton Peto, Thomas Brassey, Robert Stephenson (famoso por su cohete y presidente de la compañía en 1857-58), Joseph Paxton y Richard Till, director de varias compañías ferroviarias.
La colaboración entre Cooke y Charles Wheatstone en el desarrollo del telégrafo Cooke y Wheatstone no fue feliz, degenerando en una agria disputa sobre quién había inventado el telégrafo. Como resultado, la empresa se constituyó sin Wheatstone (aunque éste afirmó que se le había ofrecido el puesto de asesor científico). Al crearse, la empresa compró todas las patentes que Cooke y Wheatstone habían obtenido hasta la fecha para construir el telégrafo Cooke y Wheatstone.También obtuvo la importante patente del relé eléctrico de Edward Davy por 600 libras. El relé permitía renovar y retransmitir las señales telegráficas debilitadas a larga distancia.

## Primeros años
La empresa no fue inmediatamente muy rentable y las acciones carecían más o menos de valor. En 1846 obtuvo una concesión de Bélgica para líneas telegráficas que cubrían todo el país. La empresa instala una línea de Bruselas a Amberes, pero el tráfico es escaso (principalmente operaciones bursátiles) y decide devolver la concesión al Gobierno belga en 1850. En 1848, tras una disputa con la Great Western por una locomotora que supuestamente había dañado la ETC, se suprimió la línea telegráfica de Paddington a Slough, aunque la compañía ferroviaria siguió utilizando el telégrafo en el Box Tunnel.
El revés con la Great Western no frenó el crecimiento del telégrafo a lo largo de las líneas ferroviarias, y éstas siguieron siendo la principal fuente de ingresos. En 1848, la compañía tenía líneas telegráficas a lo largo de la mitad de las líneas ferroviarias entonces abiertas, unas 1.800 millas, y continuó haciendo tratos con más compañías ferroviarias después de eso. En 1851 se firmó un nuevo contrato con Great Western, que estaba ampliando su línea hasta Exeter y Plymouth, y en 1852 la ETC había instalado una línea que iba desde Londres, pasando por Slough, hasta Bristol. Por lo general, estos contratos otorgaban a la empresa derechos exclusivos para instalar líneas telegráficas. Esto dio a la empresa una ventaja significativa sobre sus competidores cuando otras empresas entraron en el mercado.
Otras áreas de crecimiento fueron el suministro de noticias a los periódicos y los contratos con las bolsas de valores. Sin embargo, el uso generalizado por parte del público se vio retrasado por el elevado coste de enviar un mensaje.En 1855 esta situación estaba cambiando. La ETC contaba ya con más de 8.000 km de líneas y ese año había enviado casi tres cuartos de millón de mensajes. El crecimiento, unido a la entrada de competidores en el mercado, hizo bajar los precios. La tarifa máxima de la ETC por un telegrama interior (más de 100 millas) bajó de diez chelines en 1851 a cuatro chelines en 1855.
En 1859, el crecimiento obligó a la empresa a trasladar su oficina central de Londres a Great Bell Alley, Moorgate, pero conservando la sede de Founders Court como oficina pública. La oficina de Moorgate se distribuyó en tres plantas y se contrató a un gran número de hombres y niños a un ritmo acelerado. La empresa también empleó a un número significativo de mujeres de clase social más alta como telegrafistas que operaban los instrumentos de aguja de Wheatstone. Se les pagaba menos y tenían que marcharse si se casaban. Una de las primeras empleadas fue Maria Craig, que llegó a ser supervisora. La parte de Great Bell Alley al este de Moorgate Street pasó a llamarse Telegraph Street en reconocimiento a la importancia de la empresa en 11-14 Telegraph Street. En la actualidad, el lugar está ocupado por el pub The Telegraph.

## Competencias reservadas al Gobierno
En el acta de constitución de la empresa, el gobierno se reservó el derecho de hacerse cargo de los recursos de la ETC en tiempos de emergencia nacional. Así lo hizo en 1848 en respuesta a la agitación cartista, un movimiento de la clase obrera a favor de la reforma democrática. Uno de sus principales objetivos era conseguir el voto para todos los hombres mayores de veintiún años. En abril de 1848, los cartistas organizaron una gran manifestación en Kennington Common y presentaron una petición firmada por millones de personas. El gobierno, temiendo una insurrección, utilizó su control del telégrafo ETC para interrumpir la comunicación cartista.

## Competidores
El primer competidor que surgió fue la British Electric Telegraph Company (BETC), creada en 1849 por Henry Highton y su hermano Edward. La ETC aplicaba una política de supresión de competidores mediante la compra de patentes rivales. Así lo había hecho con Highton cuando patentó un instrumento telegráfico de hoja de oro. Sin embargo, Highton proponía ahora un telégrafo con un sistema diferente. Peor aún para la ETC, en 1850 el Parlamento aprobó una ley que le otorgaba el derecho de obligar a los ferrocarriles a permitir que la BETC construyera un telégrafo para uso gubernamental entre Liverpool y Londres La ETC intentó oponerse al proyecto gubernamental, pero sin éxito.
Un rival más serio llegó en 1851 con la formación de la English and Irish Magnetic Telegraph Company (más tarde rebautizada como British and Irish Magnetic Telegraph Company y normalmente llamada simplemente Magnetic). La Magnetic también utilizaba un sistema no infractor, generando los impulsos telegráficos electromagnéticamente por el propio movimiento del operador al accionar las manivelas del equipo. La Magnetic sorteó el dominio de la ETC de las hojas de ruta ferroviarias utilizando cables enterrados a lo largo de las carreteras, un problema que había entorpecido a la BETC y que acabó provocando su absorción por la Magnetic. Además, tenía un acuerdo de exclusividad con la Submarine Telegraph Company, que había tendido el primer cable a Francia y se afanaba en tender más cables a otros países continentales. La Magnetic también superó a la ETC al conseguir el primer cable a Irlanda en 1853. Durante un tiempo, la Magnetic había dejado a la ETC fuera del negocio internacional. La ETC quiso corregir esta situación y empezó a tender sus propios cables submarinos.
Otras empresas llegaron al mercado, pero la ETC siguió siendo con diferencia la mayor de ellas, con la Magnetic en segundo lugar. La ETC y la Magnetic dominaron tanto el mercado que constituyeron prácticamente un duopolio hasta la nacionalización.

## Cables submarinos
La Electric Telegraph Company se fusionó con la International Telegraph Company (ITC) en 1854 para convertirse en la Electric and International Telegraph Company. La Compañía Telegráfica Internacional se había creado en 1853 con el fin de establecer una conexión telegráfica con los Países Bajos entre Orfordness y Scheveningen mediante cables telegráficos submarinos. La concesión para tender los cables se había otorgado originalmente a la ETC, pero el gobierno holandés se opuso a que la ETC tendiera líneas terrestres en su territorio, por lo que se creó una empresa independiente, la ITC, para hacerlo. En la práctica, la ITC estaba dirigida por personal de la ETC, que proyectó el tendido de cuatro núcleos de cable separados como sistema de diversidad contra los daños causados por las anclas y los aparejos de pesca. Los cuatro se combinaron en un solo cable en el mar a poca distancia del desembarco. Los trabajos se iniciaron en 1853 con el buque Monarch, adquirido y equipado especialmente para este fin, y se terminaron en 1854. El cable necesitó mucho mantenimiento y fue sustituido en 1858 por un único cable más pesado fabricado por Glass, Elliot & Co y tendido por William Cory.

### Monarch

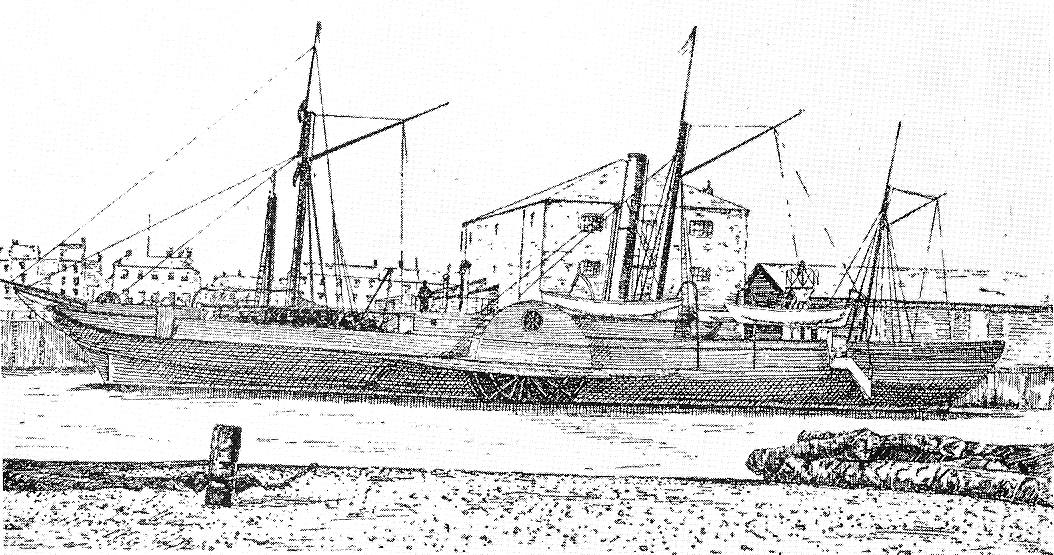
Monarch

El Monarch fue el primer barco equipado permanentemente como buque cablero y operado a tiempo completo por una compañía cablera, aunque el equipamiento para los cables de los Países Bajos se consideraba temporal.Era un vapor de paletas construido en 1830 en Thornton-on-Tees con un motor de 130 CV.Fue el primero de una serie de buques cableros llamados Monarch.
El equipo de tendido de cables del Monarch supuso un gran avance en comparación con los buques no especializados que se habían utilizado anteriormente para el tendido de cables, con poleas para sacar el cable de la bodega y un potente freno específico para controlar la salida del cable. Sin embargo, el Monarch no almacenaba el cable en tanques llenos de agua, como se hacía en los futuros buques cableros. Por lo tanto, el buque no podía mantenerse en equilibrio sustituyendo el cable por agua a medida que se iba agotando. Por esta razón, era necesario sacar los rollos de cable alternativamente de la bodega de proa y de la bodega principal.
Además de los cables a los Países Bajos, el Monarch tendió varios cables alrededor de Gran Bretaña en su primer año. Uno de ellos era un cable que cruzaba el Solent hasta la isla de Wight. El propósito de este cable era proporcionar una conexión con Osborne House, la residencia de verano de la reina Victoria.
A lo largo de los años se introdujeron varias mejoras en el Monarch y su aparejo se convirtió en el prototipo de los futuros buques cableros. Pronto se instaló una máquina de recogida de cables con un tambor que podía ser accionado tanto por una máquina de vapor como por un cabrestante manual, diseñado por el ingeniero de la compañía, Frederick Charles Webb. En 1857 se instaló un mecanismo de tracción para evitar que la tripulación tuviera que sujetar el cable a mano y en 1863 se instalaron frenos refrigerados por agua.
El buque se fletó con frecuencia a otras compañías como la Submarine Telegraph Company y la Magnetic para realizar trabajos con cable. El primer fletamento fue a R.S. Newall and Company para recuperar un cable abandonado en el Mar de Irlanda. Newall había fabricado este cable para la Magnetic y en 1852 fracasó un intento de tenderlo desde Portpatrick (Escocia) hasta Donaghadee (Irlanda). Newall instaló temporalmente su propia máquina de recogida, ya que la de Webb aún no estaba instalada.
Tras la nacionalización en 1870, el Monarch sufrió una avería irreparable en su primera misión por cable para la Oficina General de Correos (GPO). Fue relegado a carbonero.

### Irlanda
La principal competidora de la compañía, la Magnetic, había logrado establecer la primera conexión con Irlanda en 1853 en la ruta Portpatrick-Donaghadee. La ETC estaba ansiosa por establecer su propia conexión. En septiembre de 1854, la Monarch intentó tender un cable ligero desde Holyhead (Gales) hasta Howth (Irlanda). Este intento fue un fracaso, al igual que los anteriores intentos en ambas rutas con cable ligero. En junio de 1855 Monarch volvió a intentarlo, pero esta vez con un cable más pesado fabricado por Newall. Este intento fue un éxito, ya que el cable tenía un diseño similar al que Newall había fabricado para el exitoso cable magnético.
En 1862 se tendió otro cable a Irlanda, esta vez desde Wexford (Irlanda) a Abermawr (Gales). El cable fue fabricado por Glass, Elliot & Co y tendido por Berwick.

### Islas del Canal
En 1857 se creó una filial, la Channel Islands Telegraph Company, con el fin de proporcionar telégrafo a las Islas Anglonormandas de Jersey, Guernsey y Alderney. El cable principal fue fabricado por Newall y tendido por Elba entre Weymouth y Alderney en agosto de 1858. El cable necesitó numerosas reparaciones debido a la costa rocosa de Alderney y a la carrera de mareas entre Portland Bill y la isla de Portland. El tramo principal fue finalmente abandonado por mantenimiento poco después de septiembre de 1860.

### Isla de Man
En 1859 se creó una empresa subsidiaria, la Isle of Man Electric Telegraph Company, con el fin de proporcionar telégrafo a la Isla de Man. El cable fue fabricado por Glass, Elliot & Co y tendido por Resolute desde Whitehaven.

## Nacionalización
La compañía fue nacionalizada por el gobierno británico en 1870 en virtud de la Ley Telegráfica de 1868, junto con la mayoría de las demás compañías telegráficas británicas. La Ley Telegráfica de 1870 amplió la Ley de 1868 para incluir a la Compañía Telegráfica Eléctrica de la Isla de Man y a la Compañía Telegráfica de Jersey y Guernesey, pero excluyó a la Compañía Telegráfica Submarina y a otras compañías que operaban exclusivamente cables internacionales.
La Electric Telegraph Company constituyó el mayor componente del monopolio estatal resultante gestionado por la GPO[16]. En 1969, Post Office Telecommunications pasó a ser un departamento distinto de Post Office, y en 1981 se separó totalmente de Post Office como British Telecom. En 1984, British Telecom fue privatizada y a partir de 1991 cotizó como BT.

## Equipos
El principal sistema utilizado inicialmente por la empresa fueron los telégrafos de dos agujas y de una aguja de Cooke y Wheatstone. Los telégrafos de aguja siguieron utilizándose durante toda la existencia de la empresa, pero los telégrafos de impresión también se utilizaban en la década de 1850. A partir de 1867, la ETC empezó a utilizar el sistema automático dúplex de Wheatstone. Este dispositivo enviaba mensajes a una velocidad extremadamente rápida a partir de un texto que había sido pregrabado en una cinta perforada de papel. Su ventaja era que permitía aprovechar al máximo una línea telegráfica. Esto suponía una gran ventaja económica en las líneas de larga distancia congestionadas, donde la capacidad de tráfico estaba limitada por la velocidad del operador. De lo contrario, para aumentar el tráfico habría sido necesario instalar costosas líneas adicionales y emplear más operadores.
En 1854, la ETC instaló un sistema de tubos neumáticos entre su oficina central de Londres y la Bolsa de Londres utilizando tuberías subterráneas. Este sistema se extendió posteriormente a otras oficinas importantes de la compañía en Londres. También se instalaron sistemas en Liverpool (1864), Birmingham (1865) y Manchester (1865).

## Documentos históricos
Los archivos de la Electric Telegraph Company (33 volúmenes), 1846-1872, la International Telegraph Company (5 volúmenes), 1852-1858 y la Electric and International Telegraph Company (62 volúmenes), [1852]-1905 se conservan en BT Archives.